# Partido Comunista de La Rioja
El Partido Comunista de La Rioja es la organización regional del Partido Comunista de España en La Rioja.
El partido fue inscrito en el registro de partidos políticos del Ministerio del Interior el 13 de noviembre de 1986.